# Reinhard Lebe
Reinhard Lebe (* 25. Juni 1935 in Berlin; † 11. Juni 2014 in Stuttgart) war ein deutscher Verlagslektor und Publizist mit dem Pseudonym Ubiquandus. 
Lebe studierte Geschichte, Germanistik und Theaterwissenschaft und wurde am 30. November 1961 an der Philosophischen Fakultät der FU Berlin mit einer Arbeit über das Kasseler Hoftheater in der ersten Hälfte des 19. Jahrhunderts zum Dr. phil. promoviert. Ab 1962 arbeitete Lebe als Verlagsleiter und Lektor und war von 1973 bis 1995 Cheflektor bei der Deutschen Verlagsanstalt in Stuttgart. Anschließend war er als freier Publizist tätig.
Lebe schrieb eine Reihe populär gehaltener und anekdotisch erzählender Bücher über Geschichte für ein breites Publikum. So schrieb Johannes Paulmann, Lebes Buch über vormoderne dynastische Heiratspolitik „soll unterhalten“, indem es „unzählige … Geschichten“ mit Blick für „Kuriosa“ erzähle, und Esther Knorr-Anders urteilte, seine Geschichte Venedigs kombiniere „funkensprühenden Witz … mit an Tragik grenzendem Ernst“. Lebes bekanntestes Werk wurde das 1969 erstmals veröffentlichte „War Karl der Kahle wirklich kahl?“ Darin ging Lebe den Hintergründen kurioser Beinamen vormoderner Herrscher nach. Das Buch wurde vielfach wieder aufgelegt und in über 120.000 Exemplaren gedruckt. Lebe schrieb für die populärwissenschaftliche Geschichtszeitschrift Damals Artikel und eine Kolumne zu Geschichtsrätseln sowie für die Wochenzeitung Die Zeit Rezensionen historischer Sachbücher.

## Werke (Auswahl)
- Ein deutsches Hoftheater in Romantik und Biedermeier. Die Kasseler Bühne zur Zeit Feiges und Spohrs (= Kasseler Quellen und Studien. Bd. 2). Röth, Kassel 1964 (zugleich Dissertation, FU Berlin, 1961).
- Der streitbare Demokrat aus Königsberg – Ein Bericht über Johann Jacoby. In: Hamburger Mittel- und Ostdeutsche Forschungen. Bd. 6, 1967, S. 269–274.
- War Karl der Kahle wirklich kahl? Über historische Beinamen. Haude & Spener, Berlin 1969, Neuauflagen bei dtv, München 2003, ISBN 3-423-30876-1 (PDF-Auszug der dtv-Ausgabe, 10. Auflage 2004).
- Als Markus nach Venedig kam. Aufstieg und Staatskult der Republik von San Marco. Krueger, Frankfurt am Main 1978, ISBN 3-8105-1107-2 (verschiedene Neuauflagen mit anderen Untertiteln, Übersetzung ins Italienische 1981, Rezension zur Neuauflage 1987 von Esther Knorr-Anders).
- Ein Königreich als Mitgift in der Heiratspolitik in der Geschichte. DVA, Stuttgart 1998, ISBN 3-421-05083-X (Rezension von Johannes Paulmann; Neuauflage bei dtv 2000).
- Mythos Venedig. Geschichten und Legenden aus tausend Jahren. Hohenheim, Stuttgart 2003, ISBN 3-89850-092-6 (Rezensionsnotiz bei Perlentaucher).

## Belege
1. ↑  Zettelkatalogeintrag bei HeBIS.
2. ↑  Rezension. In: Frankfurter Allgemeine Zeitung, 14. Mai 1998.
3. ↑  Als Markus nach Venedig kam. In: Die Zeit, 3. Juli 1987.
4. ↑  Diese Angabe ist wie alle weiteren, wenn nicht anders angegeben, entnommen Gestorben. Reinhard Lebe. In: Buchmarkt.de, 13. Juni 2014.
5. ↑  Siehe die zu seinem 60. Geburtstag erschienene Sammlung Ubiquandus fragt: Wo und wann ist das passiert? Fünfzig Geschichtsrätsel aus der Zeitschrift Damals. Erdacht und aufgeschrieben von Reinhard Lebe. DVA, Stuttgart 1995, ISBN 3-421-05019-8.
6. ↑  Siehe etwa die Rezensionen zu Jeanne-d’Arc-Biographien 1977 und zu Volker Reinhardts Geschichte Roms 2000 und Geschichte Italiens 2003.

| Personendaten    | Personendaten                  |
| ---------------- | ------------------------------ |
| NAME             | Lebe, Reinhard                 |
| ALTERNATIVNAMEN  | Ubiquandus (Pseudonym)         |
| KURZBESCHREIBUNG | deutscher Lektor und Publizist |
| GEBURTSDATUM     | 25. Juni 1935                  |
| GEBURTSORT       | Berlin                         |
| STERBEDATUM      | 11. Juni 2014                  |
| STERBEORT        | Stuttgart                      |